# Gilbert Bozon
Gilbert Bozon (Francia, 19 de marzo de 1935-21 de julio de 2007) fue un nadador francés especializado en pruebas de estilo espalda, donde consiguió ser subcampeón olímpico en 1952 en los 100 metros.

## Carrera deportiva
En los Juegos Olímpicos de Helsinki 1952 ganó la medalla de plata en los 100 metros estilo espalda, con un tiempo de 1:06.2 segundos, tras el estadounidense Yoshi Oyakawa y por delante de otro estadounidense Jack Taylor.
Y en el campeonato europeo de Turín de 1954 ganó el oro en la misma prueba, y la plata en los relevos de 4x200 metros libre.